# Cao Hong
Pour les articles homonymes, voir Cao.
Dans ce nom, le nom de famille précède le nom personnel.
Cao Hong (169-232) est un général du royaume de Wei, pendant la période des Trois Royaumes en Chine. Jeune cousin du seigneur de guerre Cao Cao, il rejoint ses rangs avec leur autre cousin Cao Ren en 190, au début de la coalition contre Dong Zhuo.
Lors d’une attaque contre Dong Zhuo, il secourt Cao Cao lorsqu’il est capturé par des troupes ennemies et lui donne ensuite son cheval en lui disant : « Le monde peut faire sans Cao Hong, mais non sans vous, mon Seigneur ! ». Il prend part à des batailles aux quatre coins de la Chine, notamment contre Lü Bu, les Turbans jaunes, Li Jue et Guo Si, ainsi que Yuan Shao où il tue Yuan Tan lors d’une bataille aux portes de Nanpi. Il est également actif lors de l’attaque contre Liu Bei à Xinye et lors de la bataille de la Falaise rouge. Quelque temps après, il affronte Ma Teng, puis Ma Chao. Enfin, il dirige 30 000 soldats lors d’une invasion du Royaume de Wu en suivant le cours de la rivière Ruxu.
Tout au long de sa carrière militaire, il est chargé de la défense de plusieurs positions importantes. Il défend Nanyang contre Zhang Xiu et Runan contre les Turbans Jaunes et reçoit l’ordre de défendre la rive du fleuve Jaune et ensuite Guandu contre Yuan Shao. Après la bataille de la Falaise Rouge, il est chargé de défendre les villes de Yiling et Jiangling et plus tard il doit défendre la passe de Tong contre Ma Chao mais échoue et est gravement blâmé par Cao Cao, évitant de justesse la mise à mort.
Plus tard, il dirige 50 000 hommes en assistant Xiahou Yuan et Zhang He dans la défense de Hanzhong contre une invasion des Shu. Après la mort de Cao Cao, il fait pression, avec Cao Xiu, sur l’empereur Xian afin qu’il abdique en faveur de Cao Pi. Finalement, Cao Hong meurt en l'an 232, sous le règne de Cao Rui et reçoit le titre posthume de Respectable seigneur.